# Eumichtis lea
Eumichtis lea är en fjärilsart som beskrevs av Otto Staudinger 1897. Eumichtis lea ingår i släktet Eumichtis och familjen nattflyn. Inga underarter finns listade i Catalogue of Life.